# 陈郁 (1901年)

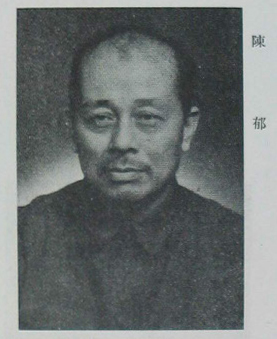
陳郁近照

陈郁（1901年11月11日—1974年3月21日），原名陈旭贵，男，广东宝安人，中华人民共和国政治人物，中國工人運動領袖。与吴晗是连襟。

## 生平
1901年出生于广东省宝安县南头陈屋村，年轻时做过各种杂工，改名为陈郁，还做过水手。1922年起开始从事工会工作，1925年8月加入中国共产党。1927年12月参加广州起义。1928年7月，任中共广东省委常委、省委组织部部长，中华全国海员总工会主席。1930年7月六届三中全会被选为党中央委员。1931年1月六届四中全会当选为中央政治局委员、中央政治局候补常委，中共驻共产国际代表。1931年2月被停职。1931年6月被派到苏联列宁学院学习。1934年受打击，被下放到斯大林格勒拖拉机厂做工人。1939年11月被平反，1940年2月返回中国到中央党校一部学习。中共第七屆候補中央委員。
抗日战争勝利后陈郁被派到中国东北。任中共辽西省委副书记。1946年调任合江省依勃桦地区党委书记、勃利军分区政委、三五九旅政委。1947年2月，调任中共中央东北局生产委员会副主任，带领工作队进驻北满，恢复和发展鸡西、鹤岗等大型煤炭基地的生产。1947年始筹建东北煤矿工人干部学校（现为黑龙江科技大学）并担任该校首任校长。1948年任东北人民政府工业部副部长、部长，接管沈阳工业，恢复沈阳工业生产。
1949年任华北人民政府重工业部部长，接着以华北重工业部为基础改组为中华人民共和国燃料工业部和机械工业部，陈郁任中央人民政府燃料工业部部长。 1951年起兼任中国矿业学院院长。1955年燃料工业部被拆分后，陈郁任煤炭工业部部长。1957年8月起陈郁任广东省委书记（当时设有省委第一书记）、省长。1961年任中共中央中南局第三书记兼广东省省长。1968年2月任广东省革命委员会副主任、党的核心小组成员。第八、九、十屆中央委員。
1974年3月21日在廣州逝世，享年73歲。

## 家庭
妻子袁溥之（1904－1994），是吴晗之妻袁震的姐姐。